# Aurora (Texas)
Aurora è un comune (city) degli Stati Uniti d'America della contea di Wise nello Stato del Texas. La popolazione era di 1.220 abitanti al censimento del 2010.

## Storia
Nel 1897 fu sede del cosiddetto Incidente di Aurora.

## Geografia fisica
Secondo lo United States Census Bureau, la città ha una superficie totale di 9,64 km², dei quali 9,64 km² di territorio e 0 km² di acque interne (0% del totale).

## Società

### Evoluzione demografica
Secondo il censimento del 2010, la popolazione era di 1.220 abitanti.

### Etnie e minoranze straniere
Secondo il censimento del 2010, la composizione etnica della città era formata dall'83,69% di bianchi, lo 0,57% di afroamericani, lo 0,82% di nativi americani, lo 0,25% di asiatici, lo 0% di oceanici, l'11,64% di altre etnie, e il 3,03% di due o più etnie. Ispanici o latinos di qualunque etnia erano il 20,49% della popolazione.